# Гори Максвелла

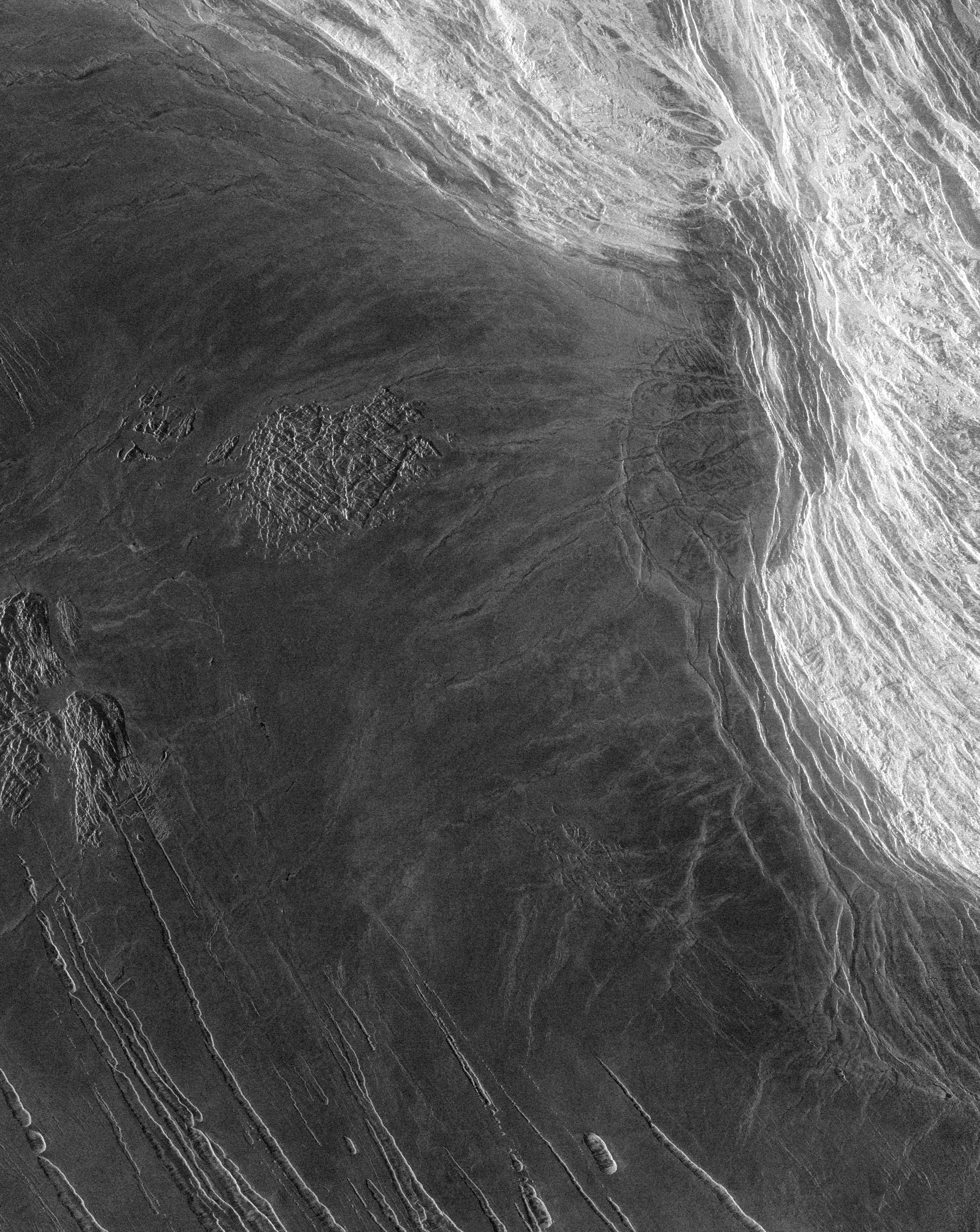
Крутий південно-західний схил гір Максвелла на радарному знімку апарата «Магеллан». Гори — світла область.

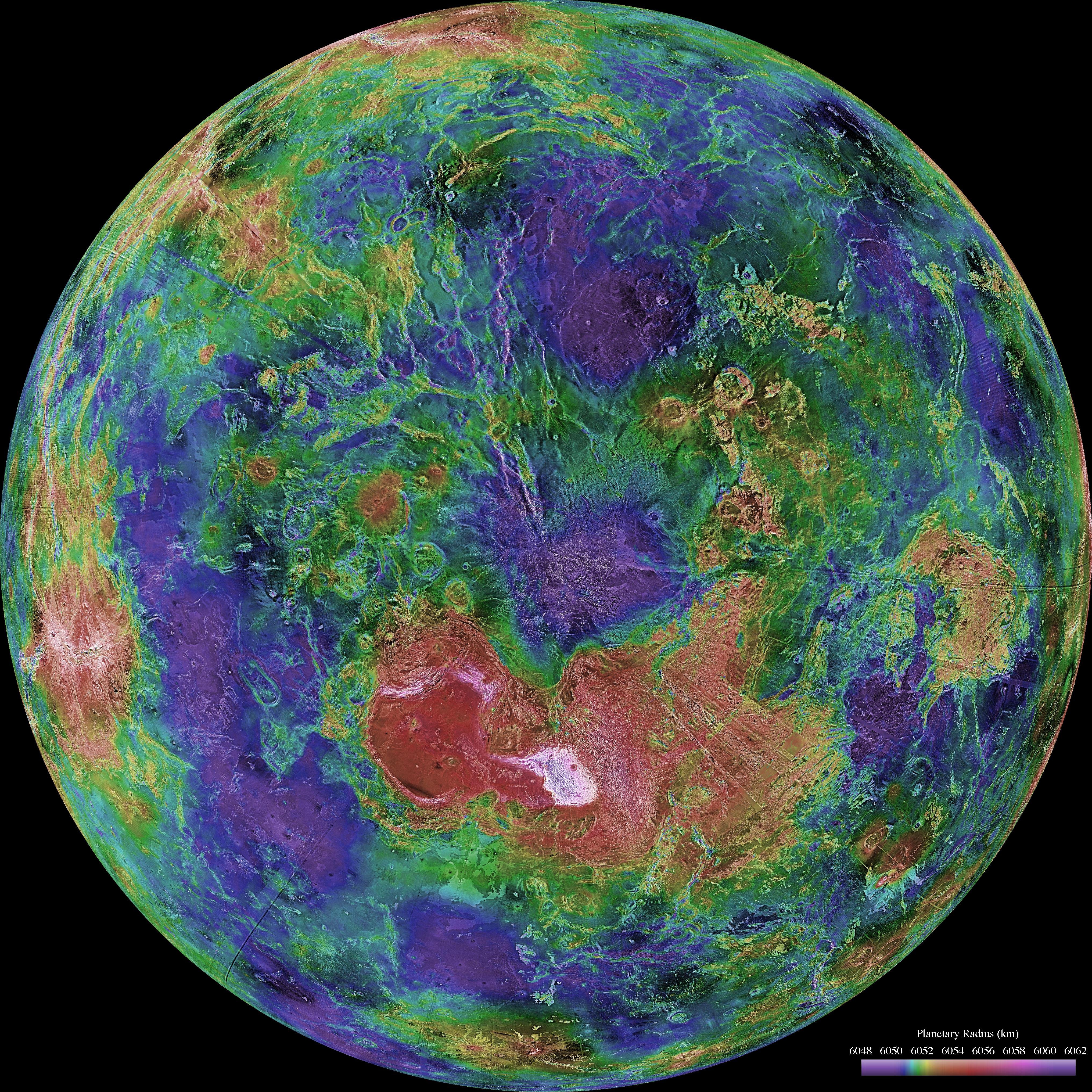
Венера: карта висот. Північний полюс у центрі; Земля Іштар — червона область нижче, гори Максвелла — білий об'єкт у центрі Землі Іштар

Гори Максвелла — гірський масив у північній півкулі Венери, що є найвищим на планеті (гора Скаді).

## Назва
Гори Максвелла примітні тим, що є єдиним географічним об'єктом на Венері, названим на честь чоловіка (фізик Джеймс Клерк Максвелл) — усі інші названі іменами реальних або міфічних жінок.
Робоча група з номенклатури планетної системи Міжнародного астрономічного союзу запропонувала «присвоїти топографічним деталям імена померлих вчених, які працювали в радіо-, радіолокаційній та космічній галузі» з огляду на широке використання радарів, що працюють за рахунок радіохвиль, і які є важливим засобом отримання зображень поверхні Венери, що залишається схованою за щільним та непрозорим хмарним покривом. Протягом зустрічей робочої групи у 1976—1979 рр. було прийняте рішення назвати гірський масив на честь Д. К. Максвелла, який передбачив існування радіохвиль.

## Опис
Найвища гора масиву Максвела — гора Скаді, що має висоту 11,52 над середнім рівнем поверхні Венери[джерело не вказане 96 днів], що значно перевищує земний Еверест. Гірський масив розміщений на схід від плато Лакшмі і тягнеться в центрі так званої Землі Іштар — континентального регіону, розміром порівнянного з Австралією. Розміри гірського масиву — 853 на 700 км. Західні схили дуже круті, тоді як східні поступово переходять в тессеру Фортуни.
Існує кілька гіпотез походження плато Лакшмі і гірського масиву Максвелла. Одна з них — підняття поверхні за рахунок мантійного плюму, а інша припускає, що регіон зазнає стиснення з усіх сторін, і як наслідок матеріал цієї зони зазнає опускання всередину планети. Широкі гряди та долини масиву Максвелла та тессери Фортуни вказують, що ті зазнали стиснення в минулому. Водночас неймовірна висота масиву порівняно з іншими горами навколо плато Лакшмі, що сформувалися за рахунок стиснення, дає змогу припустити більш складне походження.
На радарі більшість поверхні масиву є яскравою, що є поширеним явищем на Венері у цих висотах. Цей феномен спостерігається через присутність певних мінералів, можливо «металічного» снігу. Серед раніших гіпотез були — пірит та телур, серед більш сучасних — сульфід свинцю (II) та сульфід бісмуту (III).
Внаслідок щільної атмосфери з непрозорою хмарністю розгледіти гірський масив в земний телескоп неможливо. Він був виявлений радарним картографуванням за допомогою радіотелескопу в Аресібо ще в 1967 році. Згодом міжпланетна станція НАСА «Піонер-Венера» провела детальне сканування поверхні з близької відстані і підтвердила результати, отримані наземними методами.
Температура і тиск у горах Максвелла — найменші на поверхні Венери. Вони становлять 380 °C, що приблизно на 90 градусів нижче, ніж на середньому рівні поверхні, і 44 бар, тоді як на середньому рівні — 93 бар. Тому це місце є найбільш перспективним для спорудження основи майбутньої бази. Приміром, аеростат, зафіксований тут 20-кілометровим тросом, опиниться в зоні, більш сприятливій для життя потенційних земних переселенців порівняно з поверхнею.